# Rio Gălăoaia Mică
O Rio Gălăoaia Mică é um rio da Romênia, afluente do Gălăoaia, localizado no distrito de Mureş.